# Gondar
Pour les articles homonymes, voir Gondar (homonymie).
Gondar (amharique : ጎንደር, Gondär) (parfois écrit Gonder) est une ville et un woreda d'Éthiopie. C'est l'une des anciennes capitales de l'Éthiopie. Située au nord-est du lac Tana, traversée par une petite rivière (l'Angereb), la ville se trouve dans l'ancienne province de Bégemeder, ou province du Gondar.
Gondar a précédemment été la capitale de deux empires éthiopiens. La ville abrite les vestiges de plusieurs palais impériaux, notamment le Fasil Ghebi, en raison duquel Gondar est parfois appelée le « Camelot africain ».
Après le transfert de la capitale à Magdala par l'empereur Théodore II en 1855, Gondar est pillée par les mahdistes soudanais en 1887, occupée par les Italiens de 1935 ou 1936 à 1941, puis bombardée par les Britanniques en 1941.
Elle abrite encore de nombreuses ruines des palais impériaux, de nombreuses églises, ainsi que des bâtiments d'architecture fasciste hérités de l'occupation italienne.

## Histoire

### Époque féodale
Jusqu'au XVIe siècle, les empereurs salomonides d'Éthiopie n'avaient habituellement aucune capitale fixe. Ils vivaient sous la tente dans des camps royaux temporaires, se déplaçant à l'intérieur du royaume, famille et suite royale vivant sur le pays.
Seules exceptions Debre Berhan, fondée par Zara Yaqob en 1456, et Tégoulet dans la province de Choa (Shewa) qui fut la capitale au cours du XIIIe siècle, premier siècle de la domination salomonide.
C'est sous l'empereur Menas en 1559, que les dirigeants de l'Éthiopie ont commencé à passer la saison des pluies près du lac Tana, retournant souvent au même endroit chaque année. Ces campements, qui ont fleuri comme des villes pour une courte période, étaient Emfraz, Ayba, Gorgora et Dankaz.

### Gondar capitale

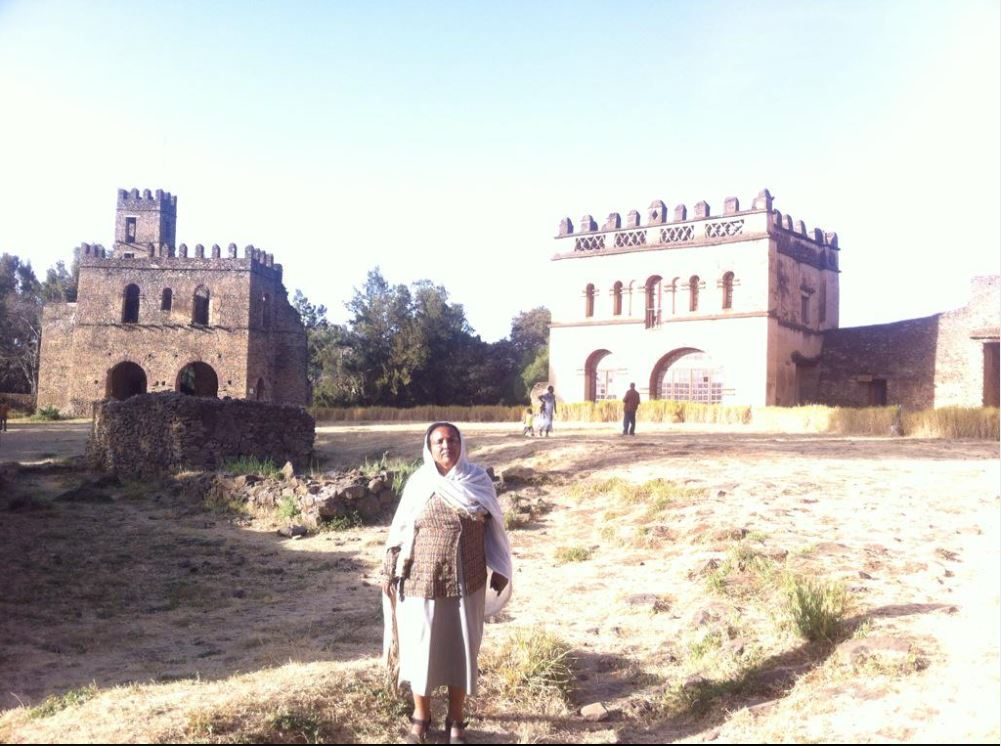
Eléments du château de Gondar, en 2021.

Gondar est fondée par l'empereur Fasiladas autour de l'an 1635 et a prospéré comme une ville agricole et comme marché.
À l'époque, une superstition voulait que le nom de la capitale commence par la lettre « GA » (prononciation moderne « Gé » ; Gondar ayant été initialement écrit Gandar), gage de paix, de prospérité.
La légende indique également que c'est un buffle qui conduisit l'empereur Fasiladas à un bassin de la rivière Angereb, endroit où un « vénérable ermite » conseilla à l'empereur de localiser sa capitale.
Fasiladas disposant ainsi d'eau à volonté y fait construire un château. Sur ce même site l'empereur fait édifier ensuite le pont de Defeche, et sept églises. Les deux premières, Fit Mikael et Fit Abbo, ont été construites à la fin d'une série d'épidémies locales. Les cinq empereurs qui succèdent à Fasiladas érigent également leurs palais dans la ville.
En 1668, à la suite d'un concile de l'Église orthodoxe éthiopienne, l'empereur Yohannes Ier décide que les habitants de Gondar devraient être séparés selon leur religion. Les musulmans ont alors un délai de deux ans pour déménager dans leurs propres quartiers, Islamge (en amharique : እስላምጌ, « lieu d'islam » ou « pays d'islam ») ou islam bet (እስላም ቤት "Maison de l'Islam").
Au cours du XVIIe siècle, la population de la ville aurait dépassé 60 000 habitants. De nombreux bâtiments de cette période subsistent toujours.
Sous le règne de Iyasou le Grand, Gondar se para de nouveaux édifices, comme l'église de Debra Berhan Sélassié et les palais dans le fort de Fasil Ghebbi.

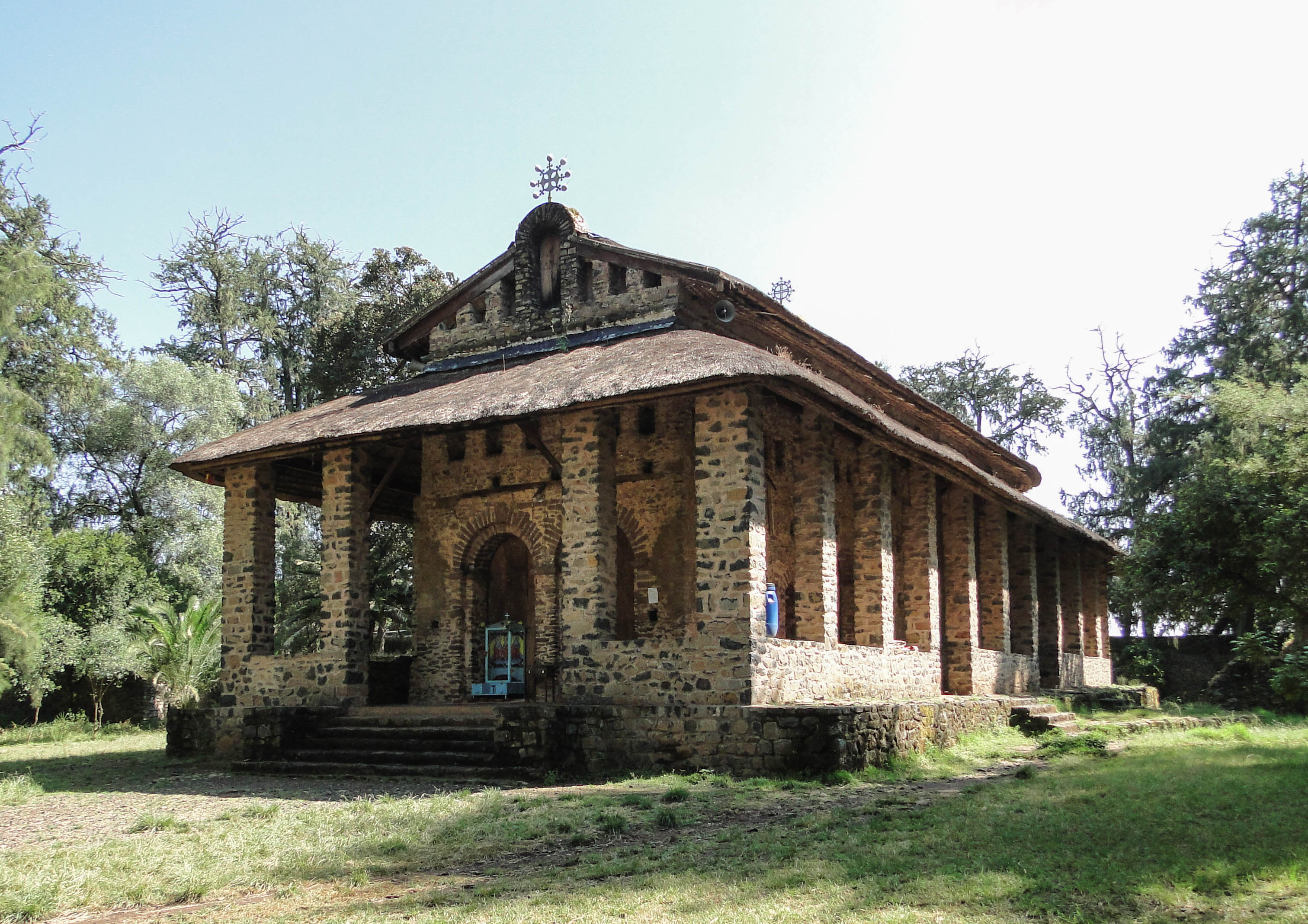
Église Debré Berhan Sélassié.

C'est à cette époque (1699), qu'un médecin français vivant au Caire, Jacques-Charles Poncet (1655-1706), se rend à Gondar pour soigner le Négus et son fils.
La ville est la capitale de l'Éthiopie jusqu'au règne de Téwodros II, qui déplace la capitale impériale à Maqdala, après avoir été couronné empereur en 1855.
Durant les guerres internes ou menées par l'Éthiopie, contre les Égyptiens, les Italiens puis les Soudanais de 1875 à 1889, Gondar est souvent ravagée. Ainsi en 1864, puis en décembre 1866 et à nouveau le 23 janvier 1868, puis en 1887, quand les Mahdistes soudanais incendient presque toutes les églises de la ville.

### Époques coloniale et moderne
Après la conquête de l'Éthiopie par le royaume d'Italie en 1936, Gondar se développe sous l'occupation italienne. Les Missionnaires Comboniens y ont établi de 1937 à 1951 la préfecture apostolique catholique latine de Gondar.
Au cours de la Seconde Guerre mondiale, les forces italiennes de Mussolini se retranchent à Gondar en novembre 1941, après que Addis-Abeba soit tombée aux mains des forces britanniques six mois avant. C'est ainsi que Gondar, et notamment l'enceinte impériale, est bombardée par l'aviation britannique (1941). La zone de Gondar sera l'un des principaux centres d'activité de la guérilla italienne contre les forces britanniques jusqu'à l'été 1943.
Pendant la guerre civile éthiopienne, en 1977, les forces de l'Union démocratique éthiopienne sont sur le point de capturer la ville, mais ce n'est que lors de l'« opération Tewodros », en mars 1991, vers la fin de la guerre civile, que Gondar est prise par le FDRPE.

## Points d'intérêt
Gondar était traditionnellement divisée en plusieurs quartiers :
- Addis Alem, où les habitants musulmans habitèrent ;
- Kayla Meda, où les adeptes de Beta Israel vivaient ;
- Abun Bet, centrée sur la résidence de l'Abouna le chef nominal de l'Église éthiopienne ;
- et Qagn Bet, quartier des nobles.

Gondar et sa campagne environnante accueillaient avant la fin des années 1980 la plupart des Juifs éthiopiens, qui ont en quasi-totalité migré en Israël. Gondar est également un centre renommé de formation pour les ecclésiastiques de l'Église orthodoxe éthiopienne Tewahedo. La ville était connue pour avoir quarante églises, plus que tout autre endroit dans le pays.

### Les bains de Fasiladas

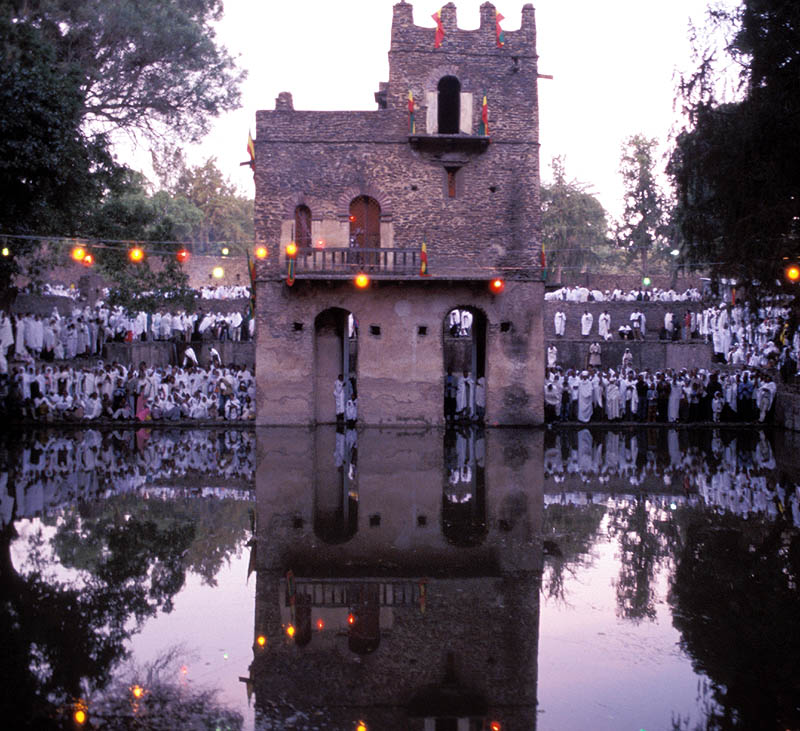
Les bains de Fasiladas. Célébration de Timqet.

Les foules se rassemblent aux bains (ou thermes) de Fasiladas pour célébrer Timqet, qui est l'Épiphanie pour l'Église orthodoxe éthiopienne tewahedo.

### Fasil Ghebbi
Gondar est une destination touristique renommée pour les ruines pittoresques du Fasil Ghebbi, fortification à partir de laquelle les empereurs régnaient autrefois. L'enceinte, entourée d'un rempart de 900 m de long et percée de douze portes comme Balderas Ber, la « porte du chef de la cavalerie ». La ville royale contient :
- le palais de Fasiladas ;
- le palais de Iyasou Ier ;
- le pavillon de l'Allégresse de David ;
- la salle des banquets de l’empereur Bacaffa l'Impitoyable et ses écuries ;
- le palais de l'impératrice Mentouab ;
- la chancellerie de Yohannès Ier et sa bibliothèque ;
- Elfign Giyorgis et deux autres églises.

Ce site est inscrit depuis 1979 au Patrimoine mondial par l'Unesco.
Dans l'enceinte se trouve également la tombe de Walter Plowden, consul britannique en Abyssinie de 1820 à 1860.

### Les alentours
En plus de Fasil Ghebbi, la ville compte environ vingt palais et autres bâtiments royaux, ainsi que trente églises autour de Gondar, tels que ; le Kiddush Yohannes ; Qusquam (monastère et église) ; les thermes ; le Sosinios (également connu sous le nom de Maryam Ghemb) ; le monastère de Gorgora (monastère et église) et le palais de Guzara.

### La ville moderne
Dans le centre-ville l'influence de l'occupation italienne de la fin des années 1930 est visible. En 1938, l'ancien centre-ville médiéval est rasé, et remplacé par des bâtiments modernes.
La ville moderne abrite l'université de Gondar, qui comprend la principale faculté de médecine d'Éthiopie.

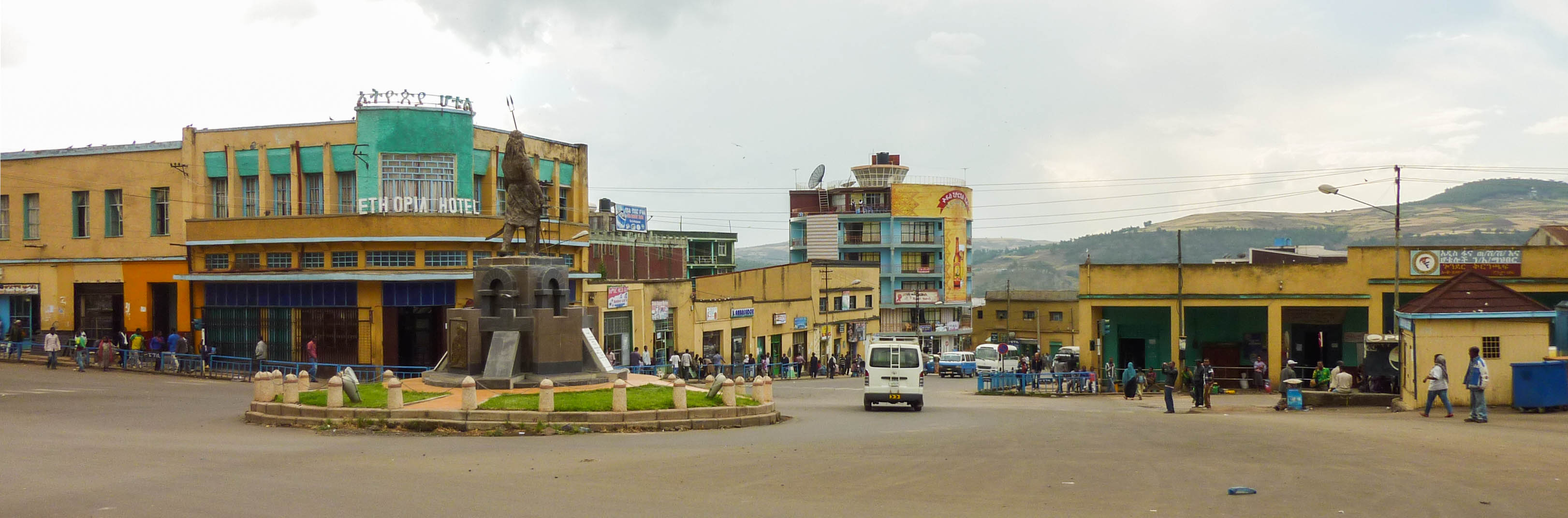
Centre-ville de Gondar et l'hôtel Ethiopia.

## Démographie
Gondar comptait 112 000 habitants en 1994. Selon le recensement national de 2007 menée par l'Agence centrale de statistique de l'Ethiopie (CSA), Gondar avait une population totale de 207 044 habitants, dont 108 924 femmes et 98 120 hommes.
La majorité des habitants est chrétienne orthodoxe éthiopienne (84,2 %), tandis que 11,8 % se disent musulmans et 1,1 % protestants. Il y a aussi un nombre en diminution de Juifs éthiopiens (Beta Israel ou falashas) car la majorité a fui en Israël à partir des années 1980-90.
Selon le recensement de 1994, les trois plus grands groupes ethniques étaient les Amharas (78 %), et les Qemant (20 % ; tous les autres groupes ethniques (Tigréens) représentaient moins de 2 % de la population.
L'Amharique est la première langue pour 95 % de la population.

## Transport
Le transport aérien est desservi par l'aéroport de Gondar (Code OACI = HAGN, IAITA = GDQ), également connu sous le nom d'Aéroport Atsé Tewodros d'après l'empereur Téwodros II. Il est situé à 18 kilomètres au sud de la ville.
Dans Gondar on peut se déplacer surtout par minibus et triporteurs (pouvant accueillir 3-4 passagers). Un service de bus interurbain est fourni par la Selam Bus Line Share Company.

## Climat
Le système de classification climatique Köppen définit son climat comme subtropical humide en limite de montagnes subtropicales.
| Mois                              | jan. | fév. | mars | avril | mai  | juin | jui. | août | sep. | oct. | nov. | déc. |
| --------------------------------- | ---- | ---- | ---- | ----- | ---- | ---- | ---- | ---- | ---- | ---- | ---- | ---- |
| Température minimale moyenne (°C) | 10,3 | 11,8 | 13,7 | 14,3  | 14,1 | 13,2 | 12,8 | 12,5 | 12   | 11,5 | 11   | 9,8  |
| Température moyenne (°C)          | 18,8 | 20   | 21,5 | 22    | 21,2 | 19,3 | 17,7 | 17,6 | 18,3 | 18,6 | 18,5 | 18,1 |
| Température maximale moyenne (°C) | 27,3 | 28,3 | 29,4 | 29,7  | 28,3 | 25,4 | 22,7 | 22,7 | 24,6 | 25,8 | 26   | 26,4 |
| Précipitations (mm)               | 4    | 6    | 18   | 40    | 88   | 158  | 328  | 307  | 117  | 47   | 26   | 12   |

## Jumelages
L'association Sister Cities International, place Gondar comme ville sœur :
- de la ville de Corvallis - Oregon - États-Unis ;
- du Comté de Montgomery (Maryland), États-Unis ;
- de la ville de Rishon LeZion, en Israël.